# Gunaras
Gunaras (1950-ig Moholgunaras, szerbül Гунарош / Gunaroš) település a Délvidéken, Szerbiában, a Vajdaságban, az Észak-bácskai körzetben, Topolya községben. Közigazgatásilag hozzá tartozik még két kisebb település, Brazília és Bogaras is.

## Fekvése
Gunaras Topolya községben a Csík-értől nyugatra eső löszfennsíkon helyezkedik el, rövid bekötőúttal csatlakozik a Topolya-Becse főúthoz. A települést nyugati irányból alacsony fekvésű, nedves talajú sztyepp határolja, nedvességet kedvelő növényzettel. Ez a löszfennsík alacsonyabb része, tengerszint feletti magassága 94–96 m. A felszínt tágas, sekély, zárt, kör, vagy ovális alakú mélyedések tarkítják, melyek közül a mélyebbek alján összegyűlik a víz. A keleti oldal szárazabb és magasabban fekszik. Itt található a Csík-ér mély völgye. A talaj termékeny karbonátos feketeföld, és löszös Gley-rögök képződésének jeleit viselő feketeföld és réti talajok jellemzik. A földrajzi adottságok kiváló lehetőséget nyújtanak a mezőgazdaság és az állattenyésztés számára.

## A név eredete
A települést 1950-ig Moholi Gunarasnak hívták, s ekkor változtatták Gunarasra. Az elnevezést a házi lúd tömeges tenyésztése miatt kapta.

## Története
A múlt század közepéig a terület legelői állattartásra alkalmas, felszántatlan gyep volt. A lakosság tömegesebb, főleg Bánátból történő betelepülése a közös legelők felosztásával történt. A megvásárolt földeken a szegényparasztok földműves szállásokat alakítottak ki, ezért a moholi határ legnyugatibb részét hamar sűrű tanyahálózat fedte le, s ily módon a nagybirtokosok gazdaságainak lakossága is növekedett.
A szállások, igazgatási és gazdasági épületek csoportosulása a Szabadka–Csantavér–Szenttamás kocsiút és a Kishegyest Mohollal összekötő utak kereszteződésében történt. A 19. század végére megépült a szélmalom, csárdát nyitottak, csendőrlakot alakítottak, és 1887-re megépült az első iskola. 1925-ben római katolikus templomot emeltek, 1946-ban Topolyához csatolták. A település fejlődésének ez volt az első szakasza. A második szakasz a szocializmus idején, a falu új részének tervszerű kiépítésével következett, amikor kiépült a víz- és villamoshálózat, s postát, egészségházat és tornatermet kapott.

## Gazdaság
A faluban jelentős állattartás és növénytermesztés folyik. 514 háztartás (ez 83,2%) rendelkezik parasztgazdasággal. Jellemző takarmánynövények a búza, a kukorica és a cukorrépa. A háztáji gyümölcs- és zöldségtermesztés a kedvező körülmények ellenére nem túl elterjedt a falu gazdaságaiban. Az egy földműves gazdaságra eső sertések és szarvasmarhák száma jelentősen felülmúlja a vajdasági átlagot. A szomszédos településektől eltérően, Gunarason fejlett a juhászat folyik, az állatállomány folyamatosan nő, a háziszárnyasok nevelése szintén a tartományi átlag felett van.
Az ipar nem túl fejlett, korábban a malomipar közeledett a tanyavilághoz szélmalmok által. Egy kisebb téglagyár is épült a helyi igények kielégítésére, illetve léteznek elsődleges szolgáltatást végző iparosműhelyek is.
Gunaras a Brazíliát és Bogarast is magában foglaló helyi közösség központja, itt található az iroda is. A művelődési feladatokat az általános iskola és a helyi könyvtár látja el. A településnek ezenkívül egészségháza, postahivatala, vegyesboltja és rendőrállomása van.

## Demográfiai változások
| 1948 | 1953 | 1961 | 1971 | 1981 | 1991 | 2002 |
| ---- | ---- | ---- | ---- | ---- | ---- | ---- |
| 568  | 1333 | 1301 | 1219 | 1617 | 1531 | 1441 |